# Juhani Ojala
Juhani Ojala, född 19 juni 1989 i Vanda, är en finländsk fotbollsspelare som spelar för IF Gnistan i Tipsligan.

## Klubbkarriär
Ojala har tidigare spelat för Klubi 04, HJK, Young Boys, Terek Grozny, SJK, BK Häcken, Doxa Katokopia, Vejle BK, Holstein Kiel, Motherwell FC och Honka.
I februari 2017 skrev han på för BK Häcken. I januari 2024 tog han pennan i hand och skrev på för IF Gnistan.

## Landslagskarriär
Den 15 november 2011 debuterade Ojala i Finlands landslag i en träningsmatch i Esbjerg mot Danmark.